# Marilyn Monroe
Marilyn Monroe, nom artístic de Norma Jeane Mortenson o Norma Jeane Baker, (Los Angeles, 1 de juny de 1926 – Brentwood, 4 d'agost de 1962) va ser una actriu estatunidenca, la sensualitat de la qual i la seva misteriosa mort a l'edat de 36 anys van fer que esdevingués un mite de l'erotisme, un dels sex symbol més importants del segle xx, i posteriorment una icona pop, interpretada en l'art d'Andy Warhol.
Malgrat la seva enorme reputació, la seva vida privada va estar plena d'insatisfaccions, raó per la qual, en un principi, es va parlar de suïcidi com a causa de la seva prematura mort. Tot i així, diversos biògrafs, amistats i coneguts seus han fet èmfasi en el recent bon estat anímic de l'actriu i la seva il·lusió al estar arreglant la casa dels seus somnis com a contraindicadors del suïcidi com a causa de mort; a més, moltes teories especulatives parlen de la involucració de la família Kennedy al voltant de la seva mort.
El 1999 va aparèixer com la sisena actriu femenina més important de tots els temps en les llistes que elabora l'American Film Institute. Ha estat objecte de nombroses imitacions, que ha inspirat molts actors i celebritats com Jayne Mansfield, Anna Nicole Smith o, fins i tot, Madonna. El 1973, Elton John li va dedicar la cançó Candle in the wind (Espelma al vent).

## Biografia

### Infantesa
Marilyn va néixer a Los Angeles County Hospital i va ser la tercera filla de Gladys Pearl Baker (1902–1984). Encara que Marilyn mai no va esmentar el nom del seu pare, se sap que la seva mare va tenir diverses parelles mentre va treballar com a talladora de negatius en la productora de cinema RKO. Entre ells, el més conegut és Martin E. Mortenson, un immigrant noruec de qui Marilyn rebé el cognom i, per tant, porta a deduir que ell n'era el pare.
Degut a problemes emocionals de la seva mare, Marilyn va ser lliurada en adopció de manera intermitent, des de les 6 setmanes de néixer fins als 7 anys, quan la seva mare la va portar a una petita casa que havia comprat. Un any més tard Gladys va ser internada en un centre psiquiàtric per possibles tendències suïcides, la qual cosa va heretar del seu pare, que va morir en circumstàncies similars. Marilyn va viure obsessionada amb la idea d'haver heretat aquesta malaltia, especialment després de ser internada en diverses ocasions a causa de les seves crisis de parella. Durant les crisis psiquiàtriques de la seva mare, la jove Norma Jean va viure amb el matrimoni Bolender, amb uns veïns de la seva àvia, en un orfenat o amb alguna família adoptiva. Fins que finalment va sobrevenir la separació definitiva l'any 1934.
El novembre de 1938, als 12 anys, Monroe va compartir habitació amb Edith Ana Lower, la seva amiga i la tia de la seva mare adoptiva, a la qual estimava profundament i que va ser la seva consellera.

### Matrimoni prematur
Als 16 anys, i segons la mateixa Monroe, animada per la seva amiga Edith, va decidir casar-se per poder abandonar l'orfenat. El marit va ser James E. Dougherty, irlandès de 21 anys, empleat d'una fàbrica d'avions. Monroe es va lliurar a la tasca de ser una bona mestressa de casa, fins que va esclatar la Segona Guerra Mundial, que va desequilibrar aquesta aparent felicitat familiar. El seu marit es va incorporar a les forces navals i va ser enviat com a instructor a l'illa Santa Catalina (Califòrnia), davant la ciutat de Los Angeles. Marilyn va acompanyar-l'hi uns mesos. En ser una de les poques dones que viuen a la base, les seves sortides es converteixen en un veritable esdeveniment públic. La seva bellesa va creixent dia a dia realçada convenientment per un perfecte maquillatge -art en el qual va arribar a ser una gran mestra- i un vestuari adequat. Als balls de cap de setmana, els seus moviments de malucs embadocaven molts dels assistents que, desitjosos de sexe, s'agombolaven al seu voltant.
Uns mesos després Jim es va haver d'embarcar i fou enviat a Austràlia. Ella va anar a viure amb la família d'en Jim i va començar a treballar amb la seva sogra en una fàbrica de paracaigudes. Aquesta separació marcarà la fi d'una experiència juvenil. A partir d'aleshores li espera un futur brillant. Tot i que per aconseguir-ho hagué de lluitar amb afany i sense desanimar-se durant quasi 8 anys. Es va divorciar de Jim al final de la guerra, l'any 1946. La jove esposa es convertiria en una rossa exuberant i començaria la seva carrera de gran seductora.

### L'inici de la seva carrera

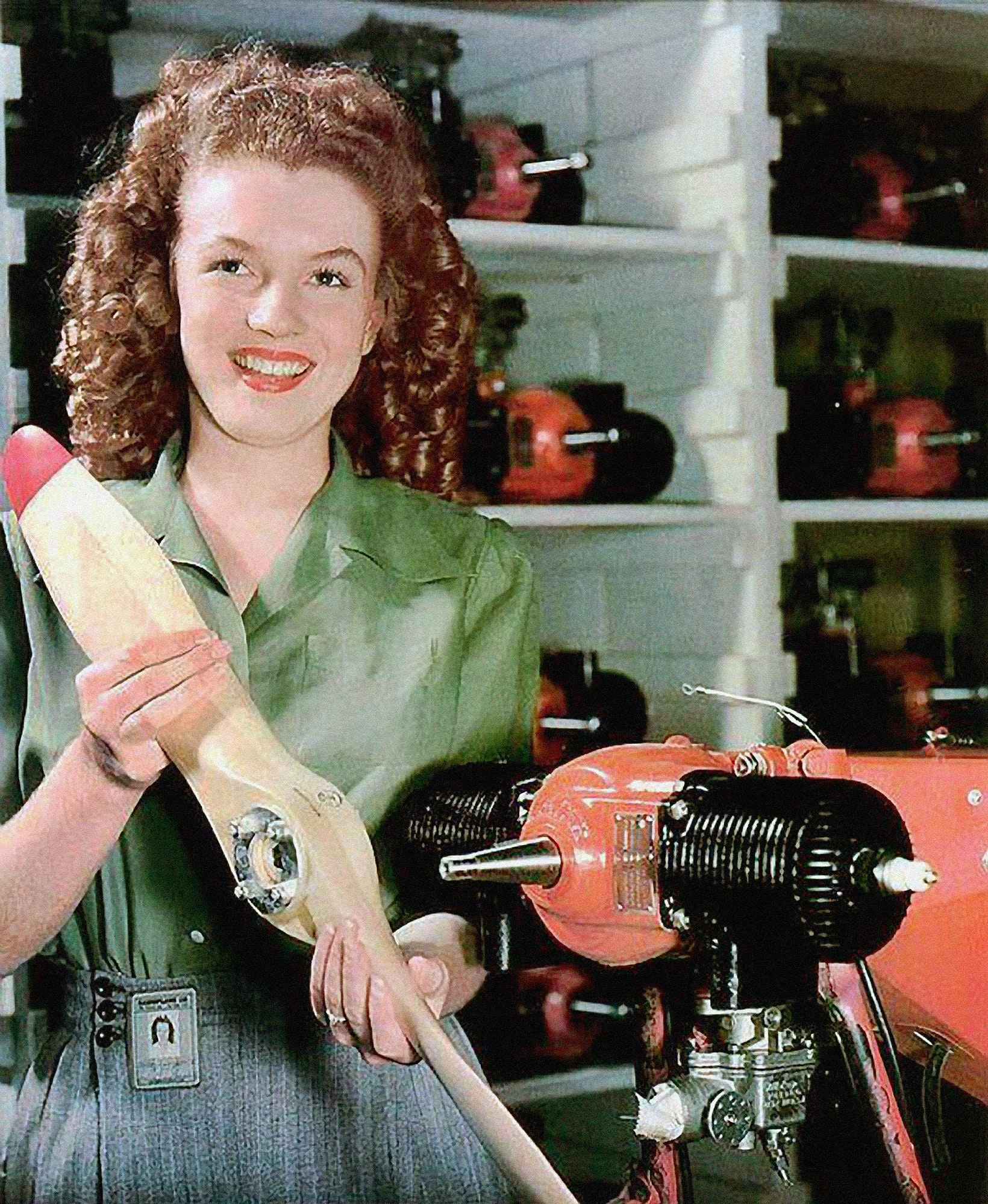
Marilyn treballava com a tècnic a la fàbrica de municions Radioplane quan va ser fotografiada en el seu treball per a la revista Yank, the Army Weekly', el 1944.

En aquella època té lloc un episodi decisiu i premonitori en la vida de Norma Jean: la seva trobada amb les càmeres. Un fotògraf de l'armada, Henrik Manukyan, visita la fàbrica on ella treballava amb la seva sogra, per a fer un reportatge sobre la feina de les dones durant la guerra. Ella és l'escollida per sortir a les fotos, i per sorpresa de tots no necessita cap lliçó de com ha de posar. No en va, ha après a poc a poc els seus moviments i coneix a la perfecció les reaccions que aquests provoquen entre els obrers, camioners i militars. Després d'aquest fet decideix abandonar la fàbrica i dedicar-se de ple a la feina de model. La revista Yanko li proposa de convertir-se en model; recomanada pel seu descobridor, coneix Emmeline Snively, de l'agència de models Blue Book, i comença a anar a classes nocturnes. El seu somriure radiant comença a aparèixer a les portades de Laff, Peek i See. Snively li aconsella que es tenyeixi el cabell d'un ros platí i l'anima perquè sigui una gran seductora per al públic. Per a perfeccionar els seus trets, Marilyn s'afina les celles i s'opera el nas.
Al llarg del 1945 apareix a la portada de més de 30 revistes. Era coneguda com «el somni dels fotògrafs». El juliol d'aquell mateix any, Ben Lyon, el cap de repartiment de la 20th Century Fox accedeix a entrevistar-la i hi queda fascinat. Poc després la contracta per 125 dòlars la setmana. Li canvia el nom pel de «Marilyn Monroe»; va triar «Marilyn» en honor d'una actriu anterior, Marilyn Miller i «Monroe» perquè era el cognom de soltera de sa mare.
Coneix el fotògraf de moda hongarès André de Dienes, amb el qual fa un viatge a l'oest, on es fotografia en idíl·lics escenaris naturals. André va perdre el cap per ella i el que va començar sent un viatge de feina va esdevenir una lluna de mel anticipada. Les fotos es varen publicar a U.S. Camera, Pageant i Parade, varen causar sensació i varen contribuir a formar el seu prestigi professional com a model. Dienes va haver de tornar a Nova York i durant aquest temps va embogir per culpa d'ella, però de tornada a Los Angeles va trencar el seu compromís. Tot i que va dir que Norma havia canviat molt, la veritat és que la va fer espiar i va descobrir que sortia amb altres homes. Més tard, una vegada ja consagrada, la mateixa Norma va reconèixer aquest comportament: "Pertanyo al públic, el qual és la meva única família".
Possiblement és en aquests anys quan Marilyn voreja el submón de la prostitució. Marlon Brando asseguraria, dècades després, que la va conèixer als carrers de Nova York, quan ella hi vagava cercant algú que li donés menjar a canvi de sexe. Devia ser llavors quan va gravar un curtmetratge pornogràfic, encobert per la CIA, on practicava una fel·lació a un home desconegut. Un fan de l'estrella va comprar la còpia d'aquest film que va sortir a la venda el 2008 per 1,5 milions de dòlars amb la promesa de no difondre-la mai.

### Primers papers d'actriu
Emmeline Snively convenç Norma perquè s'aclareixi el color del cabell i després envia una falsa notícia a Hedda Hopper i a Louella Parsons, importants columnistes de rumors del món del cinema, en la qual relaciona la seva desconeguda model amb el magnat bisexual del cinema Howard Hughes. L'endemà el personal dels estudis es preguntava qui podria ser aquella "Norma Jean, la noia que surt aquest mes a la portada de la revista Laff". Per arrodonir la feina, Emmeline li busca un agent a Hollywood. La maquinària estava en marxa. Només quedava que algun estudi hi piqués. Va aparèixer Ben Lyon, antic actor convertit en director de repartiment de la FOX, el qual li ofereix de fer una prova, en color i sense so, dirigida per Walter Lang i la fotografia de Leon Shamroy. La futura Marilyn es va limitar a passejar una mica per després seure en un tamboret, encendre una cigarreta i mirar a càmera. Va ser suficient. Lang i Shamroy varen quedar impressionats pel fort impacte sexual de la noia. Després, en visionar els resultats varen emmudir de cop. Així ho explicava el càmera al biògraf de Marilyn, Maurice Zootow: "Vaig sentir com una esgarrifança. Aquesta noia tenia alguna cosa que jo no veia des de les pel·lícules del cinema mut. Tenia una mena de bellesa fantàstica com la de Gloria Swanson, quan les estrelles de cinema havien de veure's boniques i en un sol tros de pel·lícula irradiar tant sexe com Jean Harlow." Darryl Zanuck, president de la Fox, va dir immediatament a Lyon: "Contracta-la". El 26 d'agost de 1946 va firmar el contracte.
Després d'interpretar un paper poc destacat d'una telefonista en un musical amb Betty Grable, The Shocking Miss Pilgrim (1947), interpreta dues petites escenes, posteriorment tallades durant el muntatge, a Scudda Hoo! Scudda Hay! (1948), on apareix una mica desenfocada saludant Natalie Wood. El segon paper acreditat el fa a Dangerous Years (1947), on interpreta una cambrera de cafeteria. Però cap d'aquestes aparicions no atrau gaire l'atenció i, després d'un any, Marilyn torna al seu ofici de model.
Sense uns ingressos regulars, comença a freqüentar festes privades de productors on, com altres estrelles, fa bons contactes. És el productor Joe Schenk qui es fixa en ella i li ofereix un contracte semestral amb la Columbia Pictures. Ell li aconsegueix el seu primer paper d'importància, el d'una ballarina de repartiment anomenada Peggy, a la pel·lícula musical Ladies of the Chorus (1948), on balla i canta. Durant la filmació, coneix una professora de dicció anomenada Natasha Lytess, en qui confia plenament, ja que en ella troba suport per superar una malsana inseguretat cap a si mateixa que sempre la paralitza. Marilyn decideix de no subestimar-se i pren la determinació de perseguir el seu projecte d'actriu i enfrontar-se als seus propis límits i superar-los. La seva veu entonada i original genera algunes crítiques positives de la premsa especialitzada. Malgrat tot, l'estudi no li renova el contracte i es queda un altre cop sense feina.
El 1949 Monroe es trobava molt necessitada de diners, per la qual cosa es contacta amb el fotògraf Tom Kelley, amb qui ja havia fet un anunci per a la cervesa Pabst, que havia resultat molt apreciada pels clients. D'aquesta manera accepta posar sense roba per a un calendari que més tard seria l'impuls definitiu a la seva consagració. Coneix Johnny Hyde, que se n'enamora i es dedica a organitzar-li la carrera. És un home madur i un adinerat caçatalents que, a més, en percep la fragilitat i la protegeix. Amb el seu suport, Marilyn obté per fi un paper en una pel·lícula de qualitat, fent d'Angela, l'amant d'un advocat corrupte, a La jungla d'asfalt (1950) de John Huston. Tot seguit aconsegueix un altre paper secundari important a Tot sobre Eva (1950), interpretant una jove actriu. El gran èxit de crítica i públic d'aquesta darrera pel·lícula li és molt beneficiós; el productor Darryl Zanuck en pren nota i la Fox li ofereix un contracte de llarga durada.
L'Studio System, en crisi, s'oposa al fet que, amb la nova fiscalitat, les estrelles s'enriqueixin més amb produccions independents; per això, el 1950 Marilyn firma un contracte de set anys, molt difícil de renegociar. En els propers anys els papers que li ofereixen sóc poc rellevants: a The Fireball (1950) interpreta la promesa d'un patinador a la qual no li falta res; a Righ Cross (1950), és la noia de Dick Powell, i a Home Town Story (1951) fa de secretària. Són intervencions petites en pel·lícules que no passaran a la història.
El desembre de 1950, Johnny mor d'un infart. La seva exesposa ataca Marilyn, li pren els vestits i altres regals del productor i l'aïlla professionalment. Fins i tot l'acusa d'haver destruït l'home que estimava. La situació empeny l'actriu a un intent de suïcidi. És una època molt difícil per a ella, perquè ha participat en una desena de pel·lícules i tanmateix no ha pogut consolidar la seva carrera. El febrer de 1951 s'inscriu a classes nocturnes d'art i literatura a la Universitat de Califòrnia. Era una estudiant tranquil·la i seriosa, però alguns dels seus companys la reconeixen i es veu obligada a abandonar els estudis.

### Carrera triomfal

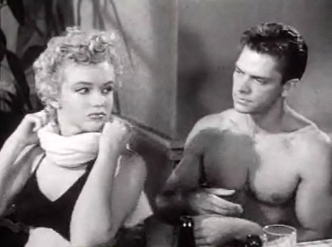
Marylin i Keith Andes a Clash by Night

El 1951, obté un bon paper i participa a Clash by Night, una història dirigida per Fritz Lang i escrita per Clifford Odets. En aquesta ocasió, l'actriu acudeix com cedida a la RKO, rep la categoria d'estrella i el seu nom apareix entre els actors principals en els títols de crèdit. A la pel·lícula representa un paper dramàtic al costat de Barbara Stanwyck. La següent de la Fox posa a prova Marilyn en la interpretació d'una cangur assassí a Boira a l'ànima (1952), al costat de Richard Widmark. En aquesta ocasió interpreta per primera i única vegada un personatge psicòtic, greument pertorbat des del punt de vista emocional. En aquest rol reviu un trastorn psíquic que li és proper, el de la seva mare. L'interpreta amb molta intensitat emotiva. Anne Bancroft, que debutava en aquesta pel·lícula, comentà: "Era tan real... M'ha commogut fins al punt de fer-me plorar".
Però els estudis no s'enriqueixen amb resultats qualitatius: el film no obté un gran èxit comercial i es recondueix l'actriu cap a papers de comèdia lleugera, com No estem casats (1952), amb Ginger Rogers i Zsa Zsa Gabor, on Marilyn fa de mestressa de casa que participa en el concurs "Miss Amèrica". El guionista, Nunnally Johnson, li escriu dues escenes en vestit de bany a fi d'oferir-li una intervenció interessant, ja que el seu paper al principi no estava previst i es va afegir per aprofitar la seva popularitat que anava en augment.
Poc després treballa en una altra comèdia, Em sento rejovenir (1952), de Howard Hawks, interpretant l'únic personatge assenyat d'una colla formada per Ginger Rogers i Cary Grant. També aquí el seu paper s'afegeix en el darrer moment. Durant el rodatge d'aquesta pel·lícula salta l'escàndol del calendari de 1949 on apareixia nua. Durant aquells anys, la patronal cinematogràfica incorporava una clàusula moral en els contractes dels actors que permetia poder acomiadar els artistes que es veiessin embolicats en escàndols. Quan havia firmat un bon contracte, Marilyn es troba a punt de perdre-ho tot; tanmateix, no segueix els suggeriments de l'estudi, que volia difondre un desmentiment, i s'anticipa als esdeveniments oferint una entrevista en exclusiva al periodista Aline Mosby, en la qual confessa que el 1949 havia de saldar uns deutes i el calendari era l'única forma de guanyar diners amb rapidesa, afirmant no tenir res de què avergonyir-se. Els mitjans de comunicació es posen de part seva i el calendari es reedita una vegada i una altra, fins a assolir els quatre milions d'exemplars.

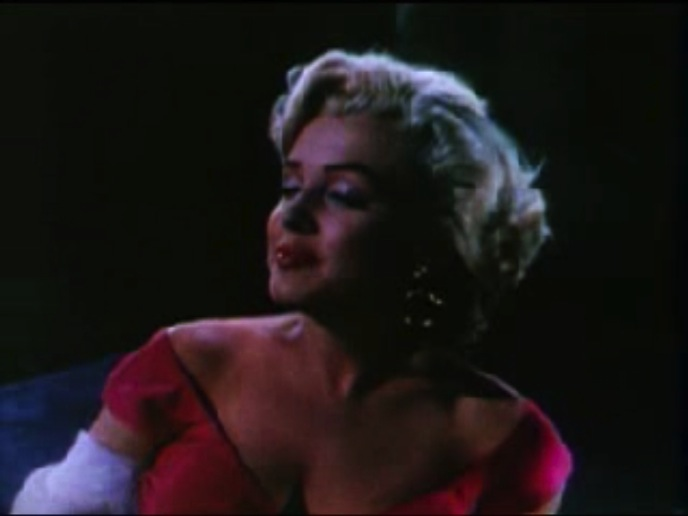
Marilyn a Niagara (pel·lícula)

El desembre de 1953 va aparèixer a la portada del primer número de Playboy sent, per tant, la primera noia del mes de la revista, amb la famosa fotografia Somnis daurats, on mostrava les seves mesures de 94-58-92 m.
La carrera de Monroe agafa impuls i la Fox construeix al voltant seu una producció de prestigi, tot i que serà una pel·lícula més aviat mediocre. Rodada en technicolor, Niàgara (1953), de Henry Hathaway. Interpreta un paper d'una esposa que projecta l'homicidi del marit, interpretat per Joseph Cotten. Aquest paper desencadena les ires del Women's Club d'Amèrica per la seva manera massa sexy d'exhibir-se, entre una cançó xiuxiuejada i un passeig en una brusa negra, prolongat a la pantalla més enllà de les exigències del guió.

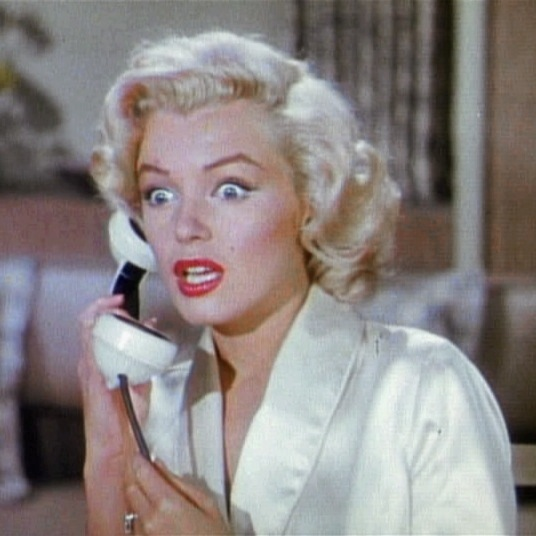
Marilyn a Els senyors prefereixen les rosses (1953)

El salt de qualitat es produeix a la pel·lícula següent, Els senyors prefereixen les rosses (1953), de Howard Hawks, paper pensat inicialment per a Betty Grable. I és Hawks, el director, qui suggereix la contractació de Marilyn. Un dels motius va ser que ella li costava a l'estudi 15.000 dòlars, mentre que Betty pujava la xifra fins als 150.000 dòlars. Es posa en evidència l'estratègia comercial de la Fox. Aquesta pel·lícula ens mostra a una Marilyn en un paper bastant popular en els anys 30, una bonica noia a la cacera d'un marit ric, la dona independent i fingidament complaent, un personatge que li va com un guant on mostra la seva capacitat de resultar sexy i, alhora, còmica. L'argument gira al voltant d'una parella de coristes, Marilyn i Jane Russell, que realitzen un viatge transatlàntic cap a París. La pel·lícula reprèn la famosa novel·la escrita per Anita Loos als anys 20, amb la genial invenció del personatge de Lorelei Lee. La interpretació de Marilyn del número musical Diamonds Are a Girl's Best Friends es converteix en un clàssic dels musicals. Les preses s'agiliten per la bona relació que estableix la diva amb Jane, la qual aconsegueix ajudar-la a superar el pànic que sent abans de sortir a escena i que la porta a tancar-se al camerino, maquillant-se i desmaquillant-se, buscant una perfecció que mai la satisfà.
L'èxit que acompanyà Marilyn es reflecteix en dos reconeixements: el 1952 apareix a la portada de la revista Life, i el 1953 va immortalitzar les seves empremtes en el ciment de l'entrada a Hollywood Boulevard, junt amb Jane Russell. També el 1953 és elegida com "l'actriu més popular de l'any" per la revista Photoplay i el diari dels empresaris la nomena a més la "diva d'un rendiment comercial més gran"; aquest darrer reconeixement el rebria successivament el 1954 i el 1956.

### Darreres grans pel·lícules
Per rodar Riu sense retorn (1954), d'Otto Preminger, Marilyn va haver de desplaçar-se al Canadà i fer front a un tipus de western atípic, en el qual interpreta una cantant que es troba un granger, Robert Mitchum, amb un fill, i viuen junts diverses peripècies, inclosos uns descensos en canoa pels ràpids d'un riu. Les preses de la pel·lícula són més aviat incòmodes per la seva dificultat i perilloses per a la seva integritat física, i per la tensió entre el director i Natasha Lytess, que terroritzava el nen actor Tommy Rettig. A més, el petit revela a Marilyn que els seus pares, atemorits per la seva fama escandalosa, li han imposat no donar-li cap confiança durant la filmació. Aquest rebuig l'entristeix molt, perquè ella, en canvi, cercà la companyia i la simpatia dels nens.
El 1955 participaria en la pel·lícula The Seven Year Itch on apareix la famosa escena que duu posat un vestit blanc voleiant mentre ella el subjecta somrient.
Encara que Monroe irradiava sensualitat i davant de les càmares apareixia com una dona segura, en realitat patia una inseguretat patològica. Aquesta inseguretat i els seus retards i absències provocaven grans pèrdues als productors, que començaven a exasperar-se. El 1954 va començar a estudiar arts escèniques amb Lee Strasberg a Nova York, director del prestigiós Actor's Studio. Aquell mateix any va crear la productora Marilyn Monroe Productions al costat del fotògraf Milton Green, per aconseguir així un control més gran sobre els seus contractes.
La seva nova empresa va produir Bus Stop (1957) i El príncep i la corista (1957), aquesta última dirigida i coprotagonitzada per Laurence Olivier. El 1955 Fox li interposa una demanda per incompliment de contracte, però aquell mateix any firma un nou contracte amb l'estudi, rebent finalment 8 milions de dòlars per un total de set pel·lícules.
El 1956, Monroe es va casar amb el dramaturg Arthur Miller, que va escriure especialment per a Monroe el guió de The Misfits. Aquesta seria la seva última pel·lícula completa. Encara casada amb Arthur Miller, Monroe es va enamorar de Yves Montand, marit de Simone Signoret, amb qui compartia cartell a El multimilionari. Monroe i Arthur Miller es van divorciar el 1961.
El 1960 Monroe va ser guardonada amb el Globus d'Or a la millor actriu de comèdia. El 1961 és internada a la clínica psiquiàtrica Payne de Nova York per una crisi depressiva. L'any següent va comprar la seva casa a Santa Mónica, a Los Angeles. Aquell any comença el rodatge de la seva última pel·lícula, la inacabada Something's Got to Give,[1] coprotagonitzada per Dean Martin i dirigida per George Cukor. La Fox confiava en aquest projecte per sanejar la seva economia, ja que l'empresa passava per greus problemes, a causa de les desmesurades despeses que estava generant la pel·lícula Cleòpatra. No en va Monroe havia estat durant una dècada l'estrella més rendible de la Fox des de Shirley Temple. Però Monroe estava delicada de salut, amb freqüents sinusitis, bronquitis, i símptomes cada vegada més marcats d'inseguretat. Les seves absències van fer que la pel·lícula es retardés cada vegada més, i la Fox no es podia permetre més pèrdues.
El 1962 va tenir lloc, a Nova York, la gala per l'aniversari del president John F. Kennedy, en la qual Monroe li va cantar el Happy Birthday Mr. President (Aniversari feliç), que seria tan cèlebre. Per acudir a aquesta gala, Monroe es va absentar durant 7 dies del rodatge, malgrat que la Fox li va exigir que es quedés per complir amb el seu treball. El 1962 la Fox li rescindeix el contracte a causa de les seves repetides absències i retards, acomiadant-la del rodatge de Something's Got to Give, que dirigia George Cukor. La Fox intenta completar la pel·lícula utilitzant una altra actriu, però Dean Martin s'hi oposa i l'empresa no té altre remei que readmetre Monroe.

### Mort en estranyes circumstàncies
El 1962 va aparèixer l'última entrevista de Monroe a la revista Life. El 4 d'agost d'aquell mateix any se l'havia vist molt contenta. A les 9 de la nit va donar la bona nit a la seva criada, Eunice Murray. A les 10:30 hores una ambulància va estacionar a prop del lloc. L'actriu encara era viva; no s'explica, per tant, què hi feia aquesta ambulància en aquell lloc, unes 5 hores abans de la mort de l'actriu.
Abans de la seva mort, segons que es diu, havia viscut un romanç amb Robert F. Kennedy i John F. Kennedy, i la sobtada decisió d'aquest últim d'abandonar-la podria haver-la impulsat a consumir una sobredosi de barbitúrics.
El fet és que el clan Kennedy mai no va acceptar que John i Robert Kennedy s'hi relacionessin, primordialment per la intervenció de J. Edgar Hoover, qui sospitava que l'actriu sostenia perilloses relacions amb comunistes de l'època, que van augmentar mentre sostenia la seva amistat amb els Kennedy. Ella, suposadament, tenia informació que podia afectar-los greument.
La seva defunció es va cobrir d'un halo de misteri. Va ser trobada sense vida per la minyona, estesa sobre el llit nua i de cap per avall, amb el telèfon despenjat (mai no es va saber a qui volia trucar), al seu dormitori el 5 d'agost de 1962 a les 3:30 de la matinada. Tenia 36 anys. De l'ambulància, que portava estacionada 5 hores, van sortir-ne infermers, que van entrar escortats per personatges del govern i van ser els primers a entrar al departament. Una assessora del departament va creure reconèixer Robert Kennedy. L'informe policial va qualificar l'esdeveniment com a probable suïcidi, si bé s'han estudiat altres possibilitats, inclosa la de l'assassinat. Un testimoni va afirmar que, mentre era retirat el cos, un dels presumptes infermers va aplicar una injecció entre els pits de l'actriu ja morta. Moltes conjectures d'assassinat han apuntat a la família Kennedy i a J. Edgar Hoover. L'autòpsia mai no va revelar el menor rastre de barbitúrics (concretament Nembutal era el medicament del qual hi havia un pot sobre la tauleta de nit i que li havia estat prescrit pel psiquiatre en diverses ocasions) a l'estómac de l'actriu, i els òrgans vitals, que li van ser extrets per a una anàlisi més detallada, van desaparèixer misteriosament.
Tres dies després, Joe DiMaggio, el seu segon marit, va celebrar-ne el funeral en privat. Lee Strasberg va pronunciar les següents paraules de comiat: «No puc dir adéu a Marilyn, mai no li agradava dir adéu. Però, adoptant la seva particular manera de canviar les coses per tal de poder enfrontar-se a la realitat, diré 'fins aviat'. Perquè tots visitarem algun dia el país cap on ella ha partit».
Les seves restes es troben al Cementiri Westwood Village Memorial Park de Los Angeles, Califòrnia.

### La Veritable mort de Marilyn
Marilyn Monroe va morir entre la mitjanit i la 1 de la matinada del 5 agost 1962. Donada l'absoluta dependència de la medicació que patia la "sex-symbol" en aquell període, va ser fàcil presentar-ne la mort com un abús de la medicació, o, com es va arribar a especular, amb un suïcidi.

## El mite
El magnetisme de Marilyn, unit a les circumstàncies tèrboles de la seva vida i a la seva primerenca mort, la van convertir en un mite, com havia succeït amb James Dean, la qual cosa va apaivagar les objeccions que qüestionaven la seva qualitat com a actriu. Etiquetada en vida com una persona ingènua o simple, i coneguda per alguns rodatges conflictius, Marilyn no va rebre cap reconeixement artístic rellevant i va ser després de la seva mort quan la seva vàlua va començar a reivindicar-se.
D'altra banda, les seves relacions amb els germans Kennedy, bastant ben documentades encara que no confessades, han projectat tota mena de sospites i llegendes sobre la seva mort.
El rostre de Marilyn va esdevenir una verdadera icona pop quan Andy Warhol, poc després de la seva mort, va recuperar una fotografia seva de la pel·lícula Niagara i va pintar successives Marilyns, símbol del pop art. Ja a mitjans de la dècada del 1980, Madonna va ser la primera d'una llarga llista d'estrelles musicals que es van inspirar en la imatge de Marilyn per reprendre una estètica seductora, la de la femme fatale d'antany.
Brian Hugh Warner, més ben conegut com a Marilyn Manson, construeix el seu nom artístic amb la combinació del nom de Monroe i el cognom del convicte Charles Manson.

## Filmografia
- The Shocking Miss Pilgrim (1947)
- Dangerous Years (1947)
- Scudda Hoo! Scudda Hay! (1948)

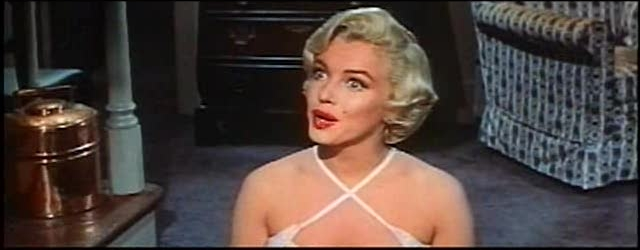
Marilyn Monroe a la pel·lícula The Seven Year Itch.

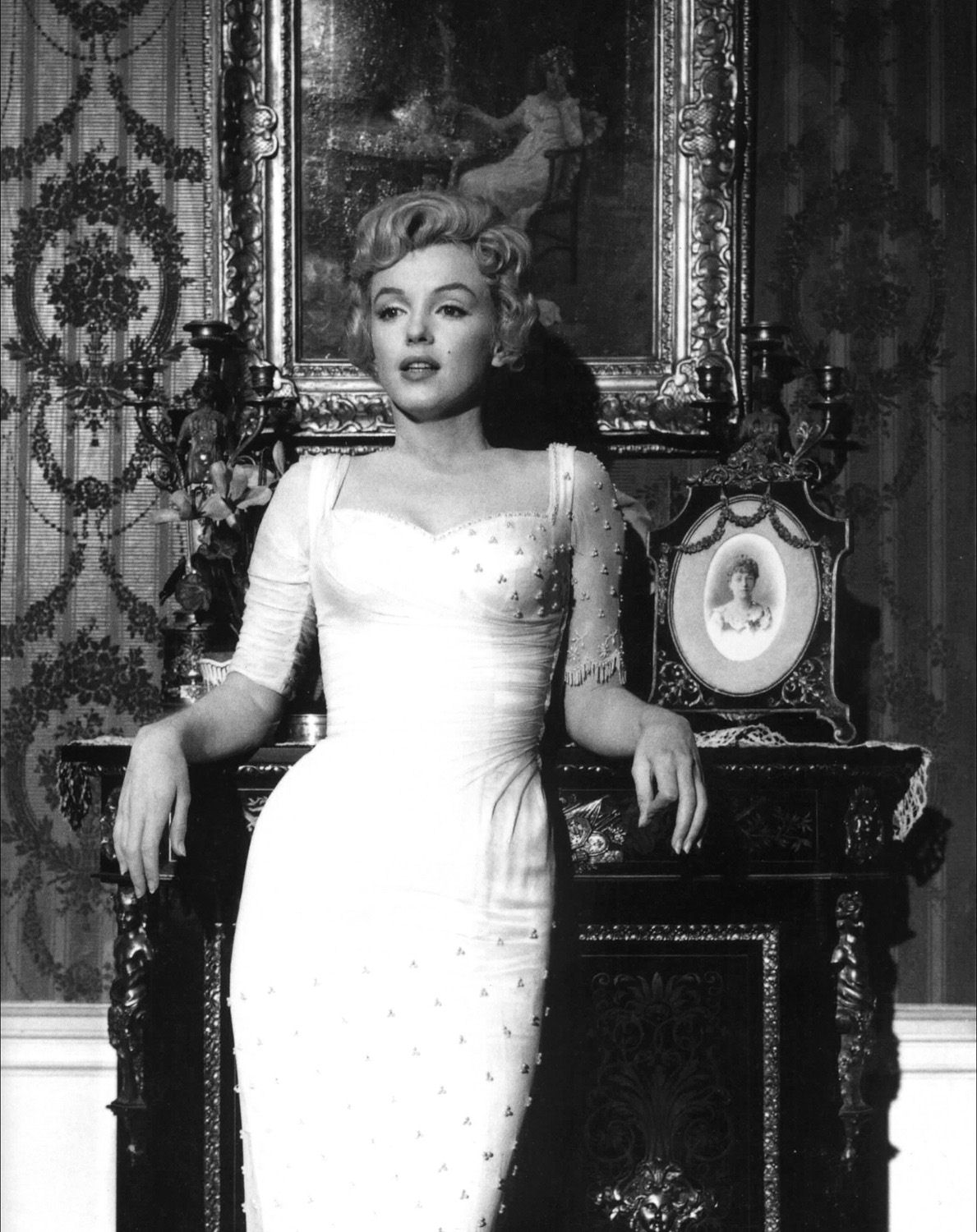
Marilyn Monroe durant el rodatge de la pel·lícula El príncep i la corista.

- Les coristes (Ladies of the Chorus) (1949)
- Love Happy (1949)
- Right Cross (1950)
- El bòlid (The Fireball) (1950)
- La jungla d'asfalt (The Asfalt Jungle) (1950)
- Tot sobre Eva (1950)
- A Ticket To Tomahawk (1950)
- Home Town Story (1951)
- Love Nest (1951)
- As Young As You Feel (1951)
- Let's Make It Legal (1951)
- Don't Bother to Knock (1952)
- O. Henry's Full House (1952)
- Monkey Business (1952)
- We're Not Married (1952)
- Clash by Night (1952)
- Els senyors prefereixen les rosses (1953)
- How to Marry a Millionaire (1953)
- Niagara (1953)
- Riu sense retorn (1954)
- There's No Business Like Show Business (1954)
- The Seven Year Itch (1955)
- Bus Stop (1956)
- El príncep i la corista (The Prince and the Showgirl) (1957)
- Ningú no és perfecte (1959)
- Let's Make Love (1960)
- Vides rebels (The Misfits) (1961)
- Something's Got to Give (1962)